# Elvesztettem zsebkendőmet
Az Elvesztettem zsebkendőmet kezdetű magyar népdalt Osváth Albert gyűjtötte a Maros-Torda vármegyei Maroskeresztúron 1885–1887 között.
Párcserélő/párválasztó körjáték, mely egy régi lakodalmas tánc, a párnatánc emlékét idézi. A körben táncoló leány meglobogtatja a kendőt (vagy párnát tart a kezében) a dal éneklése közben. A dal végén leteríti valaki előtt, mindketten rátérdelnek és megcsókolják egymást, és a kiválasztott áll a körbe.
A dalnak számos más dallamváltozata is van. A szövegbeli eltérések jóval kisebbek.
Feldolgozások:
| Szerző        | Mire             | Mű                                                  | Előadás |
| ------------- | ---------------- | --------------------------------------------------- | ------- |
| Bartók Béla   | zongora          | Gyermekeknek, I. kötet 4. darab Allegro (Párnatánc) | [ 2 ]   |
| Kodály Zoltán | két szólamú ének | Bicinia Hungarica, I. füzet, 52. dal                | [ 3 ]   |

## Kotta és dallam
| Elvesztettem zsebkendőmet, szidott anyám érte, annak, aki megtalálja, csókot adok érte. | Szabad péntek, szabad szombat, szabad szappanozni, szabad az én galambomnak egy pár csókot adni. |

### Második változat
Ezzel a változattal nem foglalkozunk bővebben.

## Felvételek
- Elvesztettem zsebkendőmet. YouTube (2014. március 26.)  (Hozzáférés: 2016. május 7.) (audió)
- Zongoraiskola 1 / 6. gyakorlat (Elvesztettem zsebkendőmet...). Juhász Balázs  YouTube (2014. július 29.)  (Hozzáférés: 2016. május 7.) (videó)
- Járjad lábam. Ciráda  YouTube (2013. november 26.)  (Hozzáférés: 2016. május 7.) (videó és szöveg)

Más változatok
- Weiner Leó: Magyar népi muzsika (Op.42, II. Középnehéz darabok, 22. darab. Elvesztettem keszkenőmet címmel) zongorára. 22. Elvesztettem keszkenőmet. Kassai István  YouTube (2003. december 2.)  (Hozzáférés: 2016. május 7.) (audió)
- Elvesztettem zsebkendőmet megver anyám érte. Csemadok (1996)  (Hozzáférés: 2016. május 7.) (kotta és szöveg)